# Hugenottenkirche (Friedrichsdorf)

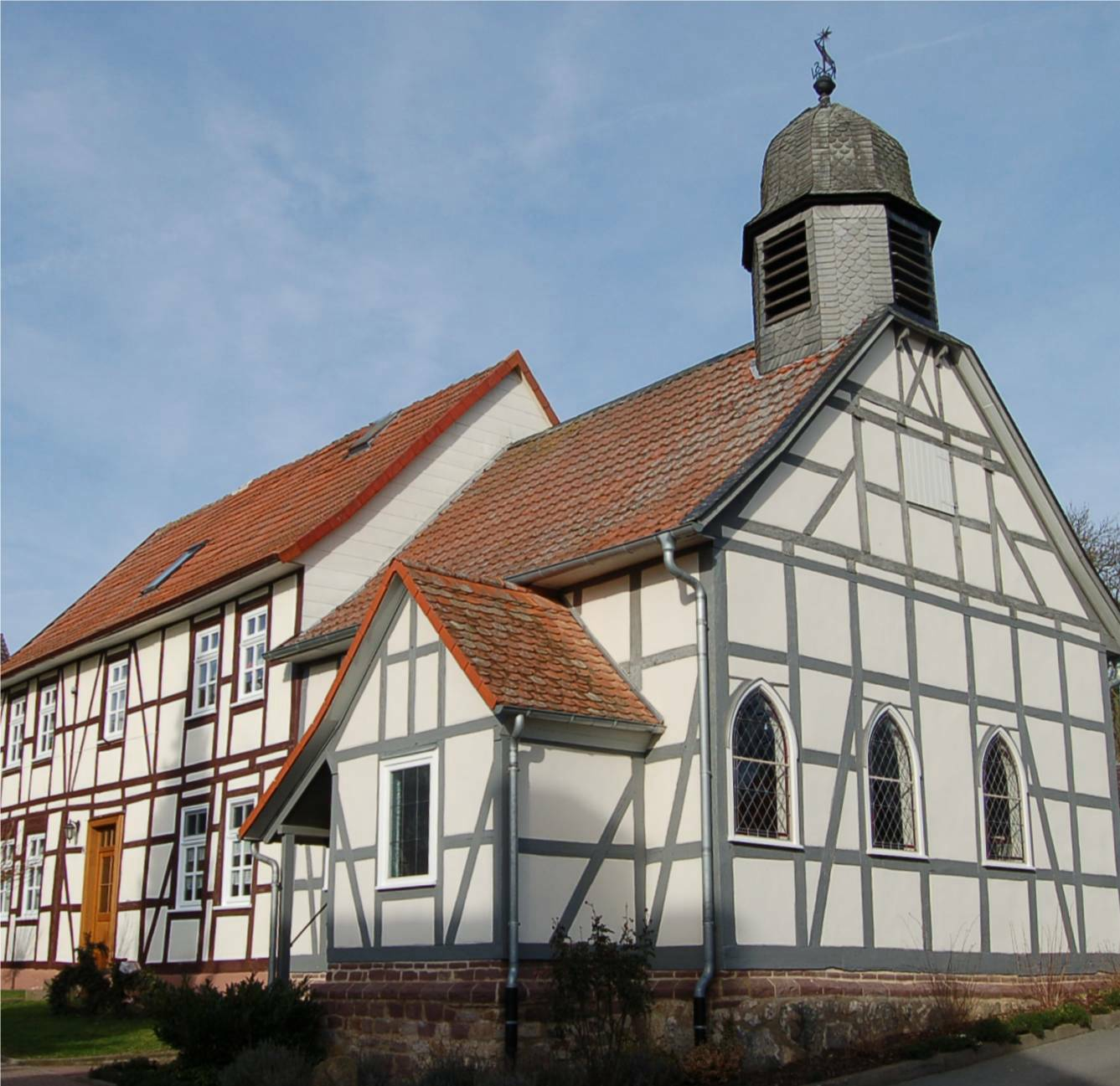
Friedrichsdorf – ehemalige Schule und Hugenottenkirche

Die Hugenottenkirche steht in Friedrichsdorf, einem Ortsteil von Hofgeismar im Kreis Kassel (Hessen).  Die Kirchengemeinde gehört zum Kirchspiel Stadtkirchengemeinde Hofgeismar im Kirchenkreis Hofgeismar-Wolfhagen der Evangelischen Kirche von Kurhessen-Waldeck.
Die 1775 für französische Glaubensflüchtlinge durch Landgraf Friedrich II. von Hessen-Kassel errichtete Hugenottenkolonie erhielt 1797 einen Schulbau, dem 1815 durch den Hofgeismarer Zimmermeister Gerecht ein kleiner Kirchenbau in einfacher Fachwerkbauweise mit einem Dachreiter über der Giebelseite angefügt wurde. 1856 und 1927 wurde die Kirche umgebaut und um eine Empore erweitert. Die heute teilweise durch einen späteren Vorbau verdeckte Inschrift lautet: Und ich will unter euch wohnen und will euer Gott sein. Ihr sollt mein Volk sein. Erbaut zur Ehre Gottes 10. XI. 1815.